# سوپراستار
سوپراستار یا ابرستاره (انگلیسی: Superstar) عبارتی است که به ستاره‌هایی که دارای چهرهٔ بسیار محبوب و به‌خوبی شناخته‌شدهٔ مهم یا موفق در یک زمینهٔ خاص هستند، اشاره می‌کند. ستارگانی که به ابرستاره مشهور می‌شوند ممکن است به‌عنوان بازیگر، موسیقی‌دان، ورزشکار یا تمام مشاغل دیگر مربوط به رسانه فعالیت داشته باشند. ابرستاره‌های بسیار سرشناس با عنوان فوق‌ستاره نیز شناخته می‌شوند.
در زبان انگلیسی بعضی مواقع در بازی‌های کامپیوتری مانند PES کلمه سوپراستار وجود دارد ولی در آن جا معنی حرفه‌ای می‌دهد هر چند کلمه پروفشنال نیز معنی حرفه‌ای را می‌دهد.

## ریشه عبارت

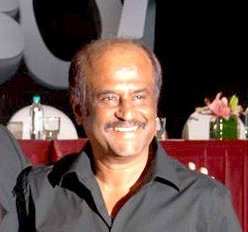
راجین‌خان اولین ابرستاره هند است. او بعد جکی چان پردرآمدترین بازیگر در آسیاست.

ریشهٔ اصلی عبارت ابرستاره به‌درستی نامشخص است، اما اصطلاحی مشابه در کریکت‌بازهای زمان من، کتاب مشهور جان نیرن در مورد تیم هامبلدون به‌کار رفته‌است. نیرن در ۱۸۳۲ بازیکن مشهور قرن هجدهم، جان اسمال را با عنوان «ستاره‌ای بسیار بزرگ» یاد می‌کند.
خود عبارت ابرستاره نخستین بار توسط فرانک پاتریک برای اشاره به بازیکنان بزرگ تیم میلیونرهای ونکوور در دهه‌های ۱۹۱۰ تا ۱۹۲۰، به‌ویژه سایکلن تیلور به‌کار برده شد.
این عبارت بعدها در دهه ۱۹۶۰ توسط اندی وارهول به‌کار رفت. اما گسترده و فراگیر شدن عبارت ابرستاره به ابرستاره عیسی مسیح برمی‌گردد. فیلم موزیکال و آهنگی با همین نام که در دهه ۱۹۷۰ به‌شهرت رسید.